# Camponotus roubaudi
Camponotus roubaudi é uma espécie de inseto do gênero Camponotus, pertencente à família Formicidae.